# Nils Lofgren (musikalbum)
Nils Lofgren är ett album av Nils Lofgren, utgivet 1975. Det var hans debutalbum som soloartist, efter att hans tidigare band Grin upplösts.

## Låtlista
Samtliga låtar skrivna av Nils Lofgren, om annat inte anges.
1. "Be Good Tonight" - 0:49
2. "Back It Up" - 2:20
3. "One More Saturday Night" - 3:07
4. "If I Say It, It's So" - 2:56
5. "I Don't Want to Know" - 2:43
6. "Keith Don't Go (Ode to the Glimmer Twin)" - 4:22
7. "Can't Buy a Break" - 3:16
8. "Duty" - 2:53
9. "The Sun Hasn't Set on This Boy Yet" - 2:46
10. "Rock and Roll Crook" - 2:55
11. "Two by Two" - 3:05
12. "Goin' Back" (Gerry Goffin/Carole King) - 3:47